# Roeselia effusa
Roeselia effusa är en fjärilsart som beskrevs av Max Wilhelm Karl Draudt 1918. Roeselia effusa ingår i släktet Roeselia och familjen trågspinnare. Inga underarter finns listade.